# Geraldine Farrar
Geraldine Farrar (Melrose (Massachusetts), 28 februari 1882 - Ridgefield (Connecticut), 11 maart 1967) was een Amerikaanse sopraan en operazangeres.

## Leven
Farrar was de dochter van een honkbalspeler uit de Major League. Ze begon op twaalfjarige leeftijd met een zangopleiding in Boston en studeerde vervolgens in New York bij Emma Thursby. In 1899 ging ze naar Parijs en vervolgens naar Berlijn, waar ze zanglessen nam bij de sopraan Lilli Lehmann en de bariton Francesco Graziani.

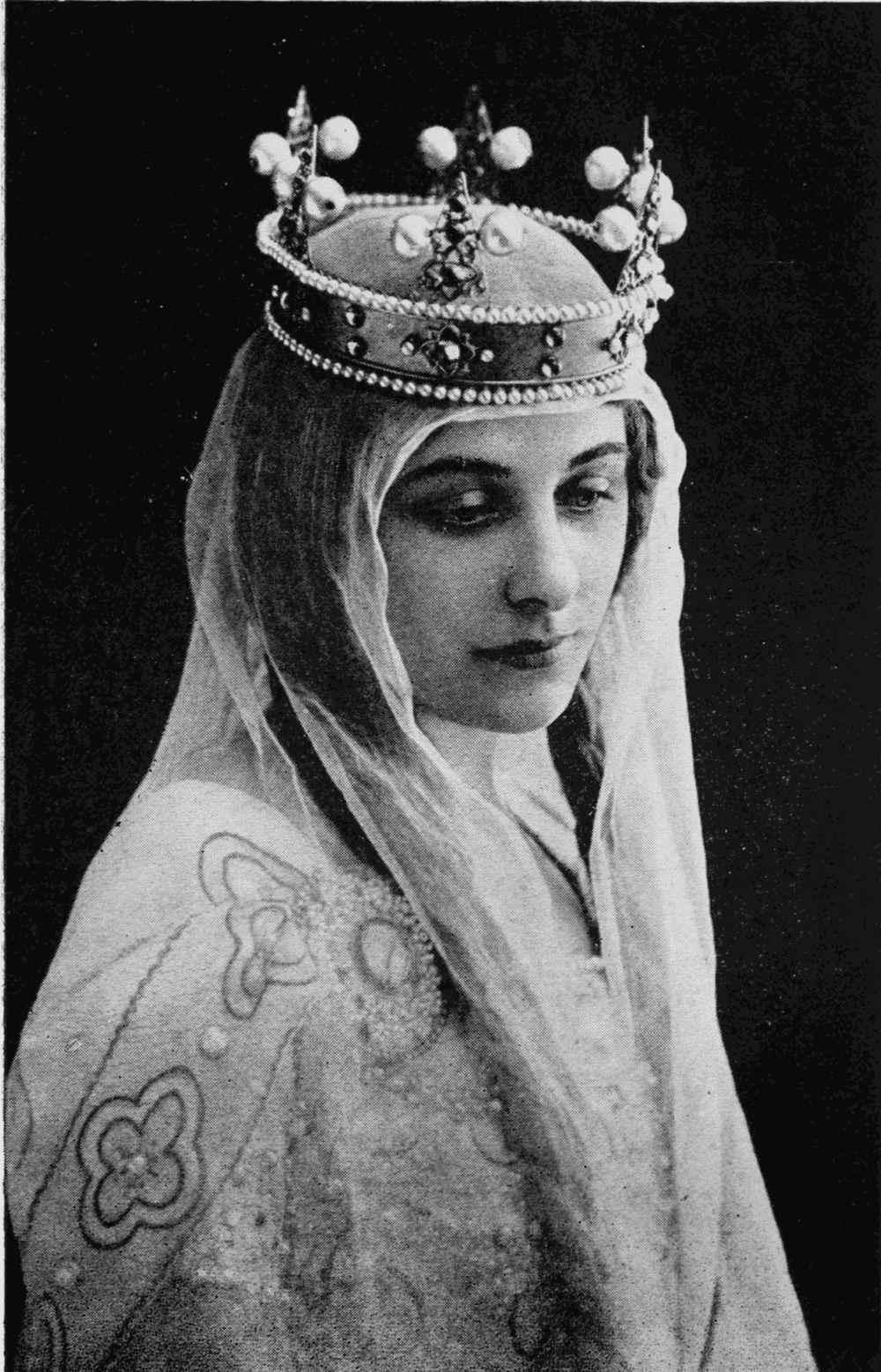
Farrar als Elisabeth, foto Léopold Reutlinger

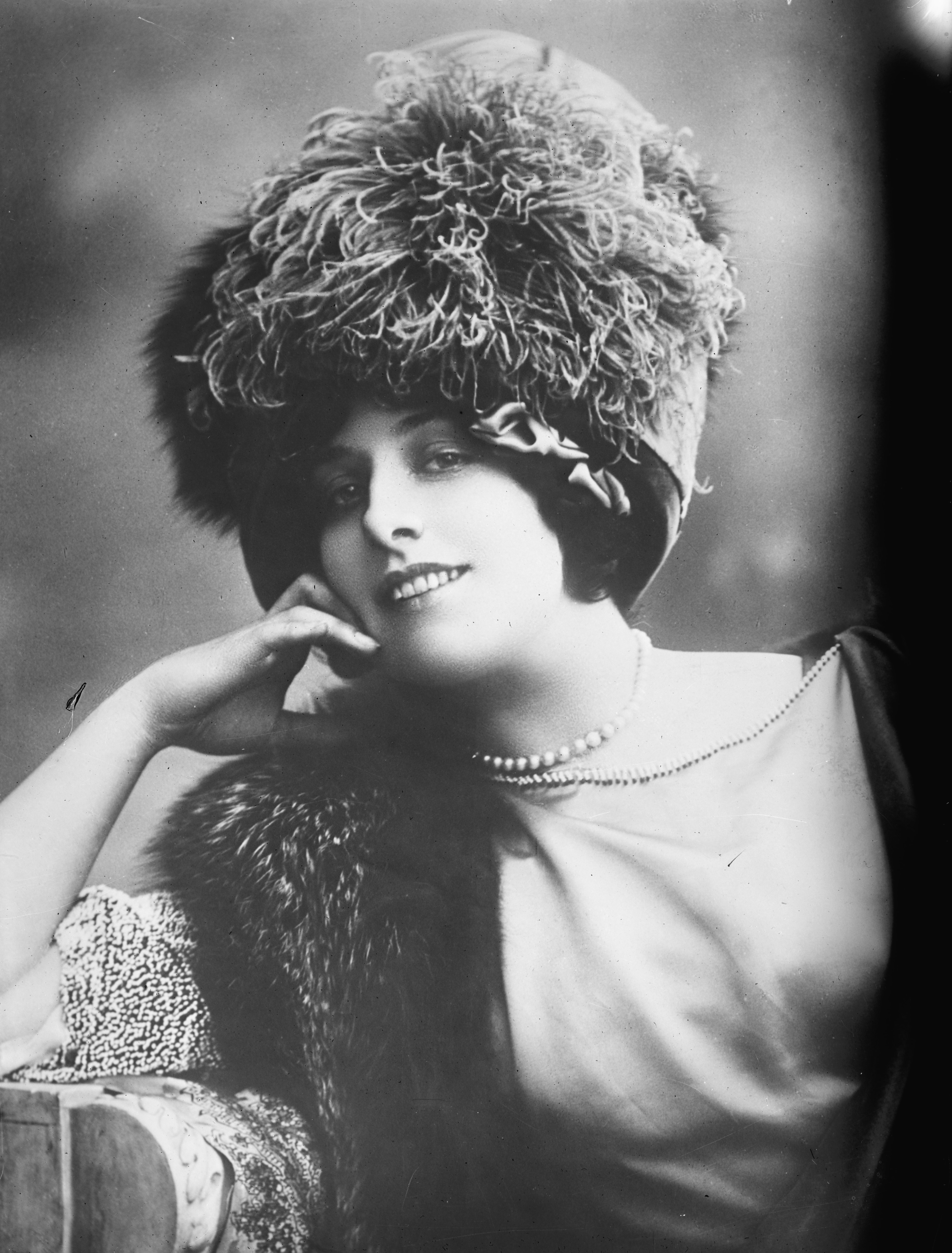
Farrar, society-dame, met bonthoed

In 1901 had Farrar haar operadebuut in de Berlijnse Hofoper als Marguerite in Faust. Haar optreden was direct een groot succes en in de volgende jaren speelde ze hoofdrollen in de opera's Mignon, Manon en Roméo et Juliette. Een voorlopig hoogtepunt bereikte ze in 1906 in Giuseppe Verdi's Rigoletto als tegenspeelster van Enrico Caruso, met wie ze nauw bevriend zou blijven en veel zou samenwerken. Kroonprins Wilhelm van Pruisen was een groot bewonderaar van Farrar en aangenomen wordt dat beiden ook enige tijd een relatie met elkaar hadden.
Farrar had ook regelmatig gastrollen in Opera van Monte-Carlo, waar ze de titelrol kreeg in de eerste uitvoering van Pietro Mascagni's Amica. Hoog geprezen werd haar vertolking van Giacomo Puccini's Madama Butterfly in de Metropolitan Opera te New York, in 1907, in de eerste finale versie. Vanaf die tijd zou ze voornamelijk in New York blijven zingen, als voornaamste trekpleister van de 'Met'. Ze bleef er nog tot 1922 actief. In haar latere jaren speelde ze met name vaak de titelrol in Tosca.
Tussen 1915 en 1920 speelde Farrar ook in diverse stomme films, onder andere in een succesvolle bewerking uit 1915 van Georges Bizets Carmen door Cecil B. DeMille.
Farrar zei altijd meer waarde te hechten aan de emotionele expressie van haar zangkunst dan aan lyrische perfectie. Ze was dan ook niet wars van enig effectbejag. Ook uiterlijk viel ze op, niet alleen door haar schoonheid, maar ook vanwege haar flapper-achtige verschijning in de jaren tien en twintig. Bij de Metropolitan Opera kreeg ze een relatie met Arturo Toscanini, die zijn vrouw en drie kinderen voor haar verliet. Het leidde tot een schandaal en in 1915 tot een breuk tussen Toscanini en de Metropolitan Opera. In 1916 huwde Farrar met de van origine Nederlandse acteur Lou Tellegen, die haar echter veelvuldig zou bedriegen en van wie ze in 1923 scheidde.
Farrar nam als een der eerste operasterren op een grote schaal grammofoonplaten op. In de jaren dertig werkte ze in Amerika voor de klassieke radio. Daarna trad ze 'in ruste'. Ze overleed in 1967, 85 jaar oud.

## Filmografie
- Carmen (1915)
- Temptation (1915)
- Maria Rosa (1916)
- Joan the Woman (1916)
- The Woman God Forgot (1917)
- The Devil-Stone (1917)
- The Turn of Wheel (1918)
- The Bonds That Tie (1918) (*korte film)
- The Hell Cat (1918)
- Shadows (1919)
- The Stronger Vow (1919)
- The World and Its Woman (1919)
- Flame of the Desert (1919)
- The Woman and the Puppet (1920)
- The Riddle:Woman (1920)

## Trivia
- De Amerikaanse schrijfster Barbara Paul schreef in de jaren tachtig een serie detectives met Farrar en Caruso in de hoofdrollen, zich afspelend in de Metropolitan Opera.
- Farrar heeft een eigen tegel op de Hollywood Walk of Fame.

## Fictie
- Susan Smit, De Eerste Vrouw. Roman. Amsterdam, Lebowski, 2016. ISBN 9789048832170